# Diversidad sexual en Costa Rica
La diversidad sexual en Costa Rica no ha tenido un tratamiento uniforme y se ha adaptado en cada época a las condiciones reinantes. En la actualidad, los derechos hacia la comunidad LGBT en el país se encuentran entre los más avanzados de América Latina y la sociedad costarricense es una de las más tolerantes en la región.
La conducta homosexual consensual y privada fue despenalizada en el país desde 1971. Mientras en 1997 se eliminó del Código Penal toda alusión a «sodomía». 
Costa Rica, al igual que Panamá, también se ha convertido en un destino receptor de refugiados LGBT provenientes del "triángulo norte" de Centroamérica (El Salvador, Belice, Guatemala y Honduras), países que no tienen los mismos derechos hacia la comunidad LGBT+ y donde ocurren persecuciones y delitos de odio. Su embajada en Honduras ha acogido a varias personas sexualmente diversas que solicitan asilo humanitario por persecución homofóbica o transfóbica y demás víctimas de delitos de odio.
El 17 de mayo de 2016 el gobierno de Costa Rica mediante la vicepresidenta Ana Helena Chacón consultó a la Corte Interamericana de Derechos Humanos si la Convención Americana sobre Derechos Humanos obligaba al país a otorgarle reconocimiento a las parejas del mismo sexo, tal y como el gobierno ha impulsado mediante la inclusión de la ley de uniones civiles en la agenda ejecutiva ante el Congreso, así como si es deber del Estado (en ese caso del Tribunal Supremo de Elecciones) el dotar a las personas transgénero de una identificación acorde con su género de preferencia. El fallo vinculante de la Corte publicado en enero de 2018 efectivamente ordenó al país a 1) Otorgar a las parejas del mismo sexo todos los derechos comprendidos en la legislación a otras parejas incluyendo el matrimonio. 2) Permitir el cambio de género según la autoidentificación del ciudadano en el documento de identificación y 3) Otorgar el mismo reconocimiento de las familias homoparentales. El fallo de la Corte IDH fue sostenido posteriormente por la Sala Constitucional del país.
El fallo de la corte fue publicado en el boletín judicial el 26 de noviembre de 2018 por lo que el matrimonio igualitario es legal en Costa Rica a partir del 26 de mayo de 2020.

## Contexto político y cultural
Aunque Costa Rica es un país relativamente conservador y donde existe una relativa influencia de la Iglesia católica y la cultura patriarcal, las posiciones hacia la homosexualidad pueden variar radicalmente dependiendo de la zona (urbana, rural, semirrural), el estrato socioeconómico, el nivel educativo y otros factores. Costa Rica a la fecha solo ha tenido dos diputados de la Asamblea Legislativa abiertamente homosexuales, la diputada Carmen Muñoz Quesada, quien es abiertamente lesbiana y que fue diputada en el período 2010-2014 e inclusive Jefa de Fracción, y Enrique Sánchez Carballo en el período 2018-2022, ambos del Partido Acción Ciudadana. Costa Rica tuvo dos ministros pertenecientes a la comunidad LGBTI; Wilhelm von Breymann, quien fue ministro de turismo de 2014 a 2015 y Carmen Muñoz quien fue nombrada ministra de Gobernación y Policía, ambos durante la administración Solís Rivera (PAC).
Para el costarricense promedio la vida íntima suele ser un asunto privado. La mayoría de costarricenses, aún los más conservadores, suelen basarse en la filosofía de “no preguntes, no digas”. Así como existen segmentos fuertemente tradicionales con posturas homofóbicas y una fuerte oposición por parte de la Iglesia Católica y muchas de las iglesias evangélicas hacia la equiparación de derechos, otros segmentos de la sociedad suelen ser mucho más liberales especialmente entre los sectores académicos, jóvenes, universitarios, de clase media y de pensamiento laico. Esta variedad de criterios puede verse reflejada en que casi todos los partidos políticos grandes (PLN, PAC, PUSC, ML, FA) tienen figuras importantes que se han manifestado a favor de los derechos de personas homosexuales. Solo en los partidos cristianos, los cuales son partidos minoritarios, existe una verdadera uniformidad de criterio en contra de este tema.

## Aceptación pública

Según encuesta de Unimer para el periódico La Nación de 2012, el 55% de los costarricenses estaban a favor de que las parejas homosexuales tuvieran los mismos derechos que las heterosexuales, mientras que 41% se manifestó en contra. El porcentaje aumenta a 60% entre los entrevistados de 18 a 39 años. No obstante un sondeo del Centro de Investigaciones y Estudios Políticos de la Universidad de Costa Rica publicado en el Semanario Universidad en 2013 mostró que el 60% de la población costarricense se oponía a la equiparación de derechos de las uniones del mismo sexo mientras un 39% estaba a favor. Siendo que el 60% de los que se consideraban católicos adversaba la medida y el 95% de los que se consideraban evangélicos. Mientras que un estudio del Centro de Investigación Pew de 2014 denota que el 39% de los costarricenses que se proclaman católicos están a favor del reconocimiento de las uniones de parejas del mismo sexo, mientras que solo el 14% de los protestantes dicen lo mismo y se manifiestan a favor el 45% de las personas sin religión.
Según encuesta del Centro de Investigaciones Políticas de la Universidad de Costa Rica de 2016 el apoyo al matrimonio gay se incrementó en 10 puntos porcentuales respecto al 2012, pasando del 35% al 45% de respaldo entre la población. El rechazo al mismo disminuyó del 61% a un 49% de la población. El apoyo es mayor entre jóvenes, personas con educación universitaria y del área metropolitana, y menor entre personas de mayor edad, zonas rurales y baja escolaridad.
Por otro lado según encuesta del Barómetro de las Américas de 2015 a nivel continental, Costa Rica es uno de los países latinoamericanos con mayor aceptación del matrimonio igualitario, siendo el décimo del continente con mayor índice de respaldo (28%) y el de mayor respaldo de Centroamérica. En sondeo realizado por el diario La República publicado en noviembre de 2016 el 45% de los consultados se mostró a favor del matrimonio entre parejas el mismo sexo y el 55% con una diferencia del 10% entre ambas posturas.

## Edad de consentimiento
La edad de consentimiento sexual, sin importar orientación sexual o identidad de género es a partir de los 18 años. El acto sexual homosexual en sitios privados entre dos adultos que lo consienten dejó de considerarse un crimen desde 1971, con lo cual la homosexualidad fue despenalizada en Costa Rica. La «sodomía escandalosa» fue ilegal desde 1971 (probablemente refiriéndose a sodomía pública), siendo un crimen penable hasta por 4 años de prisión, aunque no hubo casos conocidos al respecto en donde se haya aplicado. Fue hasta el año 2002 que esta figura fue eliminada del Código Penal.

## Derechos civiles
La doctrina costarricense se basa en el movimiento republicano y de ilustración de los siglos XVII y XVIII en Europa. Por lo tanto, los principios de igualdad, libertad y fraternidad están presentes en la Constitución Política. Puntualmente, el artículo 28 establece que nadie puede ser inquietado ni perseguido por la manifestación de sus opiniones o acto alguno que no infrinja la ley y el artículo 33 explica que todo hombre es igual ante la ley. 
En 1990 el Comité Costarricense de Derechos Humanos y la Corte Suprema de Justicia crearon políticas que protegían la libertad de las personas LGBT para organizarse y formar grupos de derechos homosexuales y para establecer bares y clubes nocturnos gais. A la luz de estos cambios gubernamentales, un número de asociaciones LGBT y bares gais aún de bajo perfil empezaron a aparecer.
A finales de 1990 la Iglesia católica de Costa Rica organizó una protesta contra una convención internacional de lesbianas y en general en contra del turismo gay y el turismo sexual. La protesta no tuvo gran acogida y Costa Rica continúa siendo un destino gay muy popular a nivel centroamericano como un paquete gay friendly.
En 1990 nace la Asociación Triángulo Rosa pero no es hasta 1995 que adquiere su personería jurídica como la primera organización legalmente constituida de gais y lesbianas en Costa Rica y en adelante se crearon otras organizaciones como la organización "Agua Buena" que se enfoca en los derechos humanos y las situaciones de salud que más afectaban a la comunidad LGBT community. La organización operaba con un puñado de voluntarios.
El 20 de mayo de 1998 se aprobó la ley general sobre el VIH/sida. Contiene artículos contra la discriminación de personas VIH positivas y personas con una orientación sexual diferente:

Artículo 48. – Discriminación

Quien aplique, disponga o practique medidas discriminatorias por raza, nacionalidad, género, edad, opción política, religiosa o sexual, posición social, situación económica, estado civil o por algún padecimiento de salud o enfermedad, será sancionado con pena de veinte a sesenta días multa.
El juez podrá imponer, además, la pena de inhabilitación que corresponda, de quince a sesenta días.

En el 2006 se realizó en el Centro de Convenciones La Catalina, en Birrí de Heredia un Congreso de la comunidad LGBT con la presencia de los diputados José Merino (del Partido Frente Amplio) y Andrea Morales (del Partido Acción Ciudadana). Aunque la comunidad local en principio se opuso a la realización del congreso, tras charlas con dirigentes comunales estos finalmente estuvieron de acuerdo en la realización del Congreso.
En el año 2007 se eliminó la prohibición para los homosexuales de donar sangre, esto mediante un decreto firmado por la ministra de salud María Luisa Ávila y el presidente Óscar Arias Sánchez.
El 27 de marzo del 2008 A partir de una gestión realizada por el Centro de Investigación y Promoción para América Central en Derechos Humanos (CIPAC), el presidente de Costa Rica, Óscar Arias Sánchez, en conjunto con la ministra de Salud María Luisa Ávila, firman el Decreto Ejecutivo N.º 34399-S, que declara el 17 de mayo como Día Nacional contra la Homofobia, Lesbofobia y Transfobia (enlace roto disponible en Internet Archive; véase el historial, la primera versión y la última)., mismo que compromete a Costa Rica a unirse a otros gobiernos del mundo para trabajar en erradicar la discriminación de sus ciudadanos con motivo de su orientación sexual. El 6 de agosto del 2008 el Tribunal Supremo de Elecciones de Costa Rica admite realizar un referéndum en Costa Rica (si se logran recolectar 135.000 firmas o 5% del padrón electoral) para determinar si se aprueban en Costa Rica las uniones civiles entre personas del mismo sexo. 1 Archivado el 11 de agosto de 2008 en Wayback Machine..
El 11 de agosto del 2010 el Tribunal Constitucional de Costa Rica rechaza la posibilidad de realizar un referéndum para decidir sobre la aprobación o rechazo de las Uniones Civiles entre personas del mismo sexo en Costa Rica, alegando que es dicriminatorio ya que el Estado debe velar por los derechos de todos los ciudadanos, declarando inconstitucional la posibilidad de que las mayorías decidan sobre los derechos humanos y civiles de las minorías. El 13 de octubre del 2011 el Tribunal Constitucional ordena la posibilidad de visita conyugal en las cárceles para parejas del mismo sexo, al dar lugar a un recurso de amparo interpuesto por un privado de libertad homosexual
En el 2012 el Tribunal Constitucional se declaró Incompetente para derogar un artículo del código de familia que pretendía reconocer a las Uniones Libres de personas del mismo sexo como familia, aduciendo solamente que se está actuando a derecho al no existir legislación ninguna sobre unión civil en Costa Rica. El 2 de mayo de 2012 Los magistrados del Tribunal Constitucional rechazaron 4-3 una acción de inconstitucionalidad contra la Caja Costarricense del Seguro Social, para que las parejas homosexuales pudiesen asegurarse entre sí
El 17 de mayo de 2012 el Partido Acción Ciudadana presenta una moción para declarar la Asamblea Legislativa "libre de homofobia, lesbofobia y transfobia y todo tipo de discriminación, marginación o exclusión por orientación sexual". La moción fue objetada por los diputados de partidos cristianos y conservadores como Renovación Costarricense, Restauración Nacional y Accesibilidad Sin Exclusión que incluso intentaron sin éxito romper el cuórum. Se aprobó 28 contra 10
A finales de mayo de 2012 la Sala Constitucional acogió un recurso de amparo interpuesto por una pareja gay contra el centro comercial Mall San Pedro por expulsarlos de sus instalaciones por tomarse de la mano, besarse y abrazarse en público, condenando al lugar y aduciendo que el comportamiento de la pareja estaba dentro de los estándares culturales costarricenses aceptables para parejas de cualquier orientación sexual.
El 6 de junio de 2012 tras el polémico nombramiento del diputado cristiano Justo Orozco como presidente de la Comisión de Derechos Humanos del parlamento se vota en contra el proyecto de ley de sociedades de convivencia que otorgaría derechos a las parejas GLBTI con el voto en contra de los diputados de Liberación Nacional, uno de los diputados del Movimiento Libertario y el propio Orozco del partido conservador Renovación Costarricense. Votaron a favor la diputada del PAC Carmen Muñoz y el diputado libertario Carlos Góngora.
El 16 de junio del 2012 tras declaraciones homofóbicas y polémicas en los medios por parte del diputado cristiano Justo Orozco y otros conservadores, líderes religiosos y la propia presidente Laura Chinchilla, se lleva a cabo "La Marcha de Invisibles", cuyo objetivo es reivindicar los derechos de las poblaciones históricamente marginadas, dicha marcha convocó a 25 mil ciudadanos provenientes de las 7 provincias del país, marcharon desde el Parque Central de San José, hasta La Asamblea Legislativa gritando consignas contra el Gobierno y exigiendo la convocatoria de proyectos legislativos como Estado Laico, Uniones LGBT, Fecundación In Vitro entre otras
El 21 de febrero del 2013 Orozco, nuevamente realiza declaraciones homofóbicas ante la prensa costarricense, asegurando que "no conoce ni sabe quienes son gais si no se les ve el plumero", posteriormente justificándose ante la opinión pública en que "era una manera de hablar de los costarricenses", lo que causó polémica dentro y fuera de la Asamblea Legislativa, pues muchas personas homosexuales y heterosexuales se sintieron ofendidas ante estas y otras declaraciones discriminatorias del diputado, por lo que se iniciaron varias campañas en las redes sociales manifestando su repudio y exigiendo su renuncia como presidente de la Comisión Legislativa de Derechos Humanos y su diputación.
El 6 de marzo del 2013 la Corte Constitucional de Costa Rica emite una sentencia 5-2 que anula por completo la declaratoria de "Interés Público" decretada por la presidenta Laura Chinchilla Miranda y la ministra de Salud Daisy Corrales al V Congreso Centroamericano de Bioética, con sede en San José, donde fue invitado el español Jokin de Irala, quien asegura que la homosexualidad es una enfermedad y puede curarse completamente.
El 7 de marzo del 2013 el Movimiento Diversidad, la Defensoría de los Habitantes, la Iglesia Luterana de Costa Rica y otros grupos y personas civiles realizaron "La Marcha de Incurables" y se manifestaron en contra de la posición homofóbica del Gobierno, algunas Iglesias y el V Congreso Centroamericano de Bioética, partiendo desde el Parque Josefino de La Merced hasta el Ministerio de Salud, mientras los organizadores de dicho congreso y la ministra de salud aseguraron que los Magistrados de la Corte Constitucional violentaron la "Libertad de Expresión" y promovieron la "Censura".
Durante la administración de Luis Guillermo Solís se izó la bandera de la diversidad junto a la bandera de Costa Rica en la Casa Presidencial y todos los edificios de gobierno durante el Día Mundial contra la Homofobia, cosa que generó amplia polémica. También se reformaron los estatutos de la Caja Costarricense del Seguro Social para que las parejas del mismo sexo pudieran asegurarse, así como tener los mismos derechos que las parejas heterosexuales (decisiones médicas, visitas hospitalarias, etc.), el gobierno convocó el proyecto de Sociedades de Convivencia ante la agenda extraordinaria de la Asamblea Legislativa, pero el mismo fue frenado por la aplicación de filibusterismo legislativo por parte de las bancadas cristianas. En mayo de 2015 mediante decreto ejecutivo se estableció que en todo el sector público aquellos funcionarios con más de un año de convivir con sus parejas del mismo sexo podrán solicitar permisos para ausentarse en casos de enfermedad o muerte de éstas, y será deber de los ministerios combatir las expresiones de homofobia dentro de sus instituciones. También se establece que los funcionarios transgénero podrán ser referidos por el nombre de su preferencia aún si éste no es el legal.

### Adopción LGBT
En Costa Rica las personas homosexuales pueden adoptar niños si cumplen con los mismos requisitos que se les exigen a las personas heterosexuales. El Patronato Nacional de la Infancia (PANI) institución que vela por el bienestar de los menores de edad y supervisa las adopciones permite la adopción de niños por parte de personas homosexuales, sin embargo no así de parejas homosexuales. La legislación y los protocolos vigentes solo contemplan la adopción por parte de parejas heterosexuales, si bien los homosexuales pueden adoptar de forma individual.

#### Caso Luis Gerardo Mairena Rodríguez
En septiembre de 2004 el Juzgado de Niñez y Adolescencia de San José concede a la persona travesti Mairena Rodríguez la custodia de un menor de 10 años, a quien cuida desde que el niño tenía cuatro meses de edad. Entre los razonamientos para dictar esta resolución, la jueza consideró: «En ese hogar el niño encontró el amor y la protección que le negaron sus progenitores».
La presidenta ejecutiva en ese momento del Patronato Nacional de la Infancia (PANI), Rosalía Gil, manifiesta que en este caso la entidad siempre estuvo de acuerdo en que Mairena se hiciera cargo del niño. «Le hemos estado dando seguimiento. Este asunto es un ejemplo de lo importante que es proteger a un niño y analizar cada situación de manera particular». La funcionaria manifiesta que el PANI está seguro de que Mairena le ofrecerá al menor todas las cualidades y calidades que requiere para crecer de una buena manera.

### Identidad sexual en documento de identificación
En septiembre de 2009, después de una disputa administrativa que llega hasta los medios de comunicación, la mujer transexual , conocida como Natalia, logra que el Registro Civil le tome la fotografía de la cédula de identidad con su apariencia femenina.
El 21 de junio de 2010 el Tribunal Supremo de Elecciones de Costa Rica emite el Reglamento de Fotografías para la cédula de identidad, en el cual se establece que la identidad sexual es «el sentimiento de pertenencia de uno u otro sexo» y la imagen de la persona como «aquella forma en la cual se presenta el ciudadano ante el resto de las personas, es un rasgo determinante de su personalidad y, por ende, de su identidad». El único requerimiento especial que se establece es que el funcionario responsable de tomar la fotografía se asegure de que los ojos y otros rasgos de la cara se distingan con claridad.

### Uniones civiles
La Ley General de la Persona Joven establece en su artículo 4, inciso m: El derecho al reconocimiento, sin discriminación contraria a la dignidad humana, de los efectos sociales y patrimoniales de las uniones de hecho que constituyan de forma pública, notoria, única y estable. A raíz de esto el Juzgado de Familia de Goicoechea interpretó que dicha ley establece el reconocimiento de las uniones de parejas del mismo sexo sentenciando en consecuencia, y reconociendo la unión de hecho de una pareja homosexual conformada por Gerald Castro y Christian Zamora. La sentencia es inapelable por agotar vía judicial, aplica a todo el territorio nacional y fija un precedente que aplicaría para todas las parejas del país.

### Caso Marco Castillo vs Francis Porras
El 25 de julio de 2015 el abogado y activista por los derechos LGBT+ Marco Castillo casó legalmente a la pareja conformada por Jazmín Elizondo y Laura Flórez-Estrada. Esto fue antes de que se legalizara el matrimonio igualitario en Costa Rica aprovechando un tecnicismo legal ya que Elizondo fue oficialmente inscrita como hombre por error en el Registro Civil. Años después, en 2020, la acción de Castillo como notario fue anulada por el juez del III circuito judicial de los Juzgados de Familia de San José, Francis Porras León. Porras no solo anuló el matrimonio sino que sancionó a Castillo con una suspensión de 13 años sin poder ejercer como abogado o notario.
La decisión de Porras sería posteriormente anulada por un tribunal superior cuando se estableció que a la luz de la jurisprudencia ante las sentencias de la Corte IDH y de la Sala IV el matrimonio Elizondo-Flórez-Estrada era legal. Además se sancionó a Porras con una semana de suspensión. La Inspección Judicial consideró que Porras había cometido falta grave y además que había dejado en mal al Poder Judicial.
Porras también intentaría anular el matrimonio del activista con su pareja Rodrigo Campos interponiendo seis objeciones al matrimonio identificándose como abogado y posteriores a la entrada en vigencia del matrimonio igualitario legal en el país. Las objeciones de Porras fueron rechazadas por las instancias judiciales considerando entre otras cosas que Porras no era parte interesada ni estaba legitimado para interponer las nulidades. La jueza de Familia y magistrada suplente Maureen Solís Madrigal describió el accionar de Porras como «de mala fe» y trasladó el caso a Inspección Judicial, Fiscalía del Colegio de Abogados y Ministerio Público. La Insprección Judicial en junio de 2021 destituyó a Porras como juez de la República alegando que Porras habría violado el ordenamiento jurídico al actuar como abogado y notario al interponer las nulidades, ya que los jueces tienen prohibición de ejercicio liberal de la profesión.
Porras fue descrito por Castillo como un «activista ultraconservador» y se reportó que en sus redes sociales compartía posiciones políticas de oposición a la Norma técnica para la interrupción terapéutica del embarazo, al Matrimonio entre parejas del mismo sexo y compartía videos del político español ultraderechista Santiago Abascal Conde.

## Leyes de familia
La Ley General de la Persona Joven reconoce las uniones de hecho sin especificar el género de los integrantes, lo cual permitió a los tribunales de familia reconocer las uniones de parejas del mismo sexo bajo la misma normativa que las uniones de hecho heterosexuales ya contempladas en la legislación. Pero no existe aún un cuerpo normativo que regule a las uniones del mismo sexo de forma específica. 
En el 2006 la Sala Constitucional votó en contra una Acción de Inconstitucionalidad en contra de los artículos 14 inciso 6 del Código de Familia y 176 del Código Penal. En esa acción se pretendía equiparar las parejas del mismo sexo con las parejas heterosexuales. No obstante, el Tribunal Constitucional reconoció que existe un vacío para el reconocimiento legal de este tipo de uniones.

## Partidos políticos
Sobre la posición de los partidos políticos al respecto:
- Partido Accesibilidad Sin Exclusión de Óscar López  se opone férreamente a la igualdad de derechos para personas homosexuales. Como parte de su pacto con el Partido Liberación Nacional para ocupar los cargos del directorio legislativo durante el período legislativo 2010-2014 exigió que los temas de igualdad de derechos fuesen removidos de la agenda parlamentaria[38]

- Partido Acción Ciudadana: en programa de gobierno incluye que luchará por los derechos de todos los costarricenses sin discriminar a las personas por orientación sexual[39] e incluyó entre sus compromisos de campaña de 2014 el respaldo al proyecto de ley de sociedades de convivencia.[40][41] En 2016 la Comisión Política además respaldó oficialmente el proyecto de ley para legalizar en el país el matrimonio igualitario.[42][43] La Juventud Ciudadana (organización juvenil de partido) inició una campaña en contra de la homofobia.[44] Ha sido hasta ahora el único partido en llevar al Congreso personas abiertamente homosexuales así como en haber nombrado ministros de esta orientación. Aunque se sucitó polémica de cara a las negociaciones de la bancada del PAC con la de Renovación Costarricense para la elección del directorio en donde se dijo que el proyecto de sociedades podría aplazarse un año como parte del acuerdo, esto finalmente no se dio. Como gobierno izó la bandera de la diversidad en todas las instituciones públicas incluyendo la Casa Presidencial durante el Día Mundial Contra la Homofobia y fomentó la reforma en la Caja Costarricense del Seguro Social para que parejas del mismo sexo puedan asegurarse.

- El Frente Amplio así como la mayoría de partidos de izquierda están abiertamente a favor de la igualdad plena de derechos para la comunidad LGBT. El FA fue el primero de los partidos grandes a favor del matrimonio igualitario y planteó en su plan de gobierno que el Estado costarricense financiara los cambios de sexo de la población transgénero mediante la Caja Costarricense de Seguro Social.

- Movimiento Libertario: durante la campaña de 2014 su candidato Otto Guevara mantuvo una postura muy conservadora declarándose defensor de los valores cristianos y aseguró que en su gobierno no sería prioridad impulsar legislación en beneficio de la comunidad sexualmente diversa, lo que fue muy criticado por diversos analistas que lo consideraron una contradicción ideológica tratándose de un partido político liberal, que en el pasado había sido pionero en apoyar dichos temas.[45]

- Partido Liberación Nacional: en 2016 el Congreso Ideológico del partido aprobó incluir como parte de su política pública la creación del viceministerio de Derechos Humanos y la obligatoriedad del candidato presidencial de impulsar el reconocimiento de parejas del mismo sexo en caso de ganar la Presidencia.[46]

- Los partidos cristianos Renovación Costarricense, Restauración Nacional y Nueva República se oponen férreamente a cualquier tipo de legalización de la unión de parejas del mismo género.[47]

- Partido Unidad Social Cristiana incluyó el respaldo a los derechos de la comunidad LGBT y el reconocimiento legal de sus uniones en su ideario tras su Congreso Ideológico de 2016.[48]

## Figuras y organizaciones a favor

A favor de la igualdad de derechos para la comunidad LGBT+ se han manifestado; de la política el expresidente Óscar Arias Sánchez (PLN), el ya fallecido líder de izquierda y dos veces diputado José Merino del Río (Frente Amplio), la exdiputada y ministra Carmen Muñoz, el exdiputado y candidato presidencial José María Villalta (Frente Amplio), el exvicepresidente, exministro, excandidato presidencial y exdiputado Luis Fishman (PUSC), el director del Hospital Nacional de Niños y precandidato socialcristiano Rodolfo Hernández (PUSC), el precandidato presidencial, ex presidente de la Asamblea y embajador ante la ONU Juan Carlos Mendoza (PAC), el expresidente de Costa Rica Luis Guillermo Solís (PAC), la exdiputada y exvicepresidenta de la República Ana Helena Chacón Echeverría (PAC), el Presidente de Costa Rica Carlos Alvarado Quesada (PAC), etc.
Del Poder Judicial; los magistrados Ana Virginia Calzada, Zarela Villanueva, Fernando Cruz Castro y Luis Antonio Sobrado. De los medios de comunicación periodistas y presentadores como Amelia Rueda, Pilar Cisneros (exdirectora de Telenoticias), Marcelo Castro, Melissa Durán y Freddy Serrano. De la farándula la modelo Nazareth Cascante y la presentadora Maricruz Leiva. Organizaciones como el Movimiento Diversidad, la Iglesia Luterana y la Defensoría de los Habitantes.

### Organizaciones LGBT
En 2012 un Centro de estudios realizó un sondeo en el que detectaron 11 organizaciones LGBT, entre otras se mencionan:
- Fundación Igualitos - Organización líder en el movimiento de matrimonio civil igualitario(Sitio web )
- Asociación Acceder - Organización líder en el movimiento por los derechos sexuales reproductivos de la mujer (Sitio web en Facebook: Asociación Ciudadana Acceder])
- CIPACDH(Web oficial)
- Mulabi/Espacio Latinoamericano de Sexualidades y Derechos. (Web oficial)
- Personas, Sexualidades y Géneros (Perfil de Facebook de Personas, Sexualidades y Géneros)
- Asociación BiTransG (Perfil de Facebook de Asociación BiTransG)
- Ticosos. (Web oficial)
- Movimiento Diversidad.[50]
- IRCA CASABIERTA. Instituto Sobre Migración y Refugio LGBTIQ para Centroamérica. (Web oficial)

Desde entonces, se han creado otras organizaciones como por ejemplo el Frente por los Derechos Igualitarios, que presentó un proyecto de ley de matrimonio igualitario.